# Derek Richardson (calciatore)
Derek Richardson (Hacnkey, 13 luglio 1956) è un ex calciatore inglese, di ruolo portiere.

## Carriera
Dopo aver giocato nelle giovanili del Chelsea dal 1974 al 1976 fa parte della rosa della prima squadra del club londinese, militante nella prima divisione inglese (rimanendo poi in rosa anche nella stagione 1975-1976, disputata invece in seconda divisione), senza però mai venire schierato in campo in incontri di campionato; nell'estate del 1976 viene ceduto al QPR, altro club londinese di prima divisione, con cui il 7 marzo 1977 fa il suo esordio in questa categoria, in uno 0-0 casalingo contro il Leeds Utd; nel prosieguo della stagione gioca poi una seconda partita, mentre nella stagione 1977-1978 scende in campo con maggiore frequenza, disputando 11 incontri di campionato. Il suo numero di presenze stagionali aumenta ulteriormente nel corso della stagione 1978-1979 (18 presenze), che il club conclude però con una retrocessione in seconda divisione; a fine stagione Richardson viene ceduto allo Sheffield Utd, club appena retrocesso in terza divisione, con cui disputa due stagioni in questa categoria per un totale di 42 presenze in campionato, la seconda delle quali terminata con una retrocessione in quarta divisione. Nella stagione 1981-1982 fa da riserva (senza mai scendere in campo in incontri di campionato) sempre alle Blades e successivamente dal marzo del 1982 al termine della stagione in prima divisione al Coventry City, per poi proseguire la carriera a livello semiprofessionistico con il Maidstone Utd e successivamente con alcuni club della Greater London.